# Rat Pack

Rat Pack na společném snímku

Rat Pack byla skupina populárních umělců hodně vystupujících v 50. a 60. letech 20. století. Nejznámějšími členy byli Humphrey Bogart, Frank Sinatra, Dean Martin, Sammy Davis, Jr., Peter Lawford a Joey Bishop. Objevovali se společně na filmových i hudebních jevištích. Mezi jejich nejznámější společný snímek patří Dannyho jedenáctka z roku 1960. Navzdory tomu, že Rat Pack bylo hlavně mužské uskupení, občas s nimi vystoupily i ženy jako Shirley MacLaine, Lauren Bacall, Angie Dickinson, Marilyn Monroe, a Judy Garland.

## Členové
| Jméno            | Narozen            | Zemřel             | Věk |
| ---------------- | ------------------ | ------------------ | --- |
| Frank Sinatra    | 12. prosinec, 1915 | 14. květen, 1998   | 82  |
| Dean Martin      | 7. červen, 1917    | 25. prosinec, 1995 | 78  |
| Sammy Davis, Jr. | 8. prosinec, 1925  | 16. květen, 1990   | 64  |
| Peter Lawford    | 7. září, 1923      | 24. prosinec, 1984 | 61  |
| Joey Bishop      | 3. únor, 1918      | 17. říjen, 2007    | 89  |

## Rat Pack filmy
- Some Came Running (1958) (Sinatra, Martin, MacLaine)
- Dannyho jedenáctka (1960) (Sinatra, Martin, Davis, Lawford, Bishop)
- Sergeants 3 (1962) (Sinatra, Martin, Davis, Lawford, Bishop)
- 4 for Texas (1963) (Sinatra, Martin)
- Robin and the Seven Hoods (1964) (Sinatra, Martin, Davis)
- Marriage on the Rocks (1965) (Sinatra, Martin)
- Texas Across the River (1966) (Martin, Bishop)

## Live diskografie
- 1999 Frank Sinatra, Dean Martin, Sammy Davis, Jr. - The Summit in Concert 1962
- 2001 The Rat Pack Live at the Sands
- 2003 A Night on the Town With the Rat Pack
- 2003 The Ultimate Rat Pack Collection: Live & Swingin'
- 2004 The Rat Pack on Stage: Las Vegas/St. Louis